# Kunstpavillon Eisenach

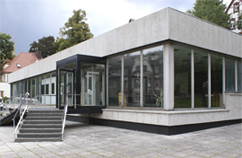
KUNSTPavillon Wartburgallee 47

Der Kunstpavillon (Eigenschreibweise KUNSTPavillon) ist eine 1967 erbaute Ausstellungshalle in Eisenach in Thüringen. Ursprünglich als Fahrzeugmuseum des Automobilwerkes Eisenach errichtet, wird das unter Denkmalschutz stehende Gebäude heute für Kunstausstellungen und Konzerte genutzt.

## Lage
Der KUNSTPavillon befindet sich auf dem Grundstück Wartburgallee 47 im Südviertel von Eisenach, gegenüber dem Kartausgarten mit Wandelhalle. Östlich überragt die den Berghang dominierende Ruine des einstigen Eisenacher Kurhotels Fürstenhof den von einer Grünanlage und modernen Skulpturen eingefassten Baukörper.

## Geschichte

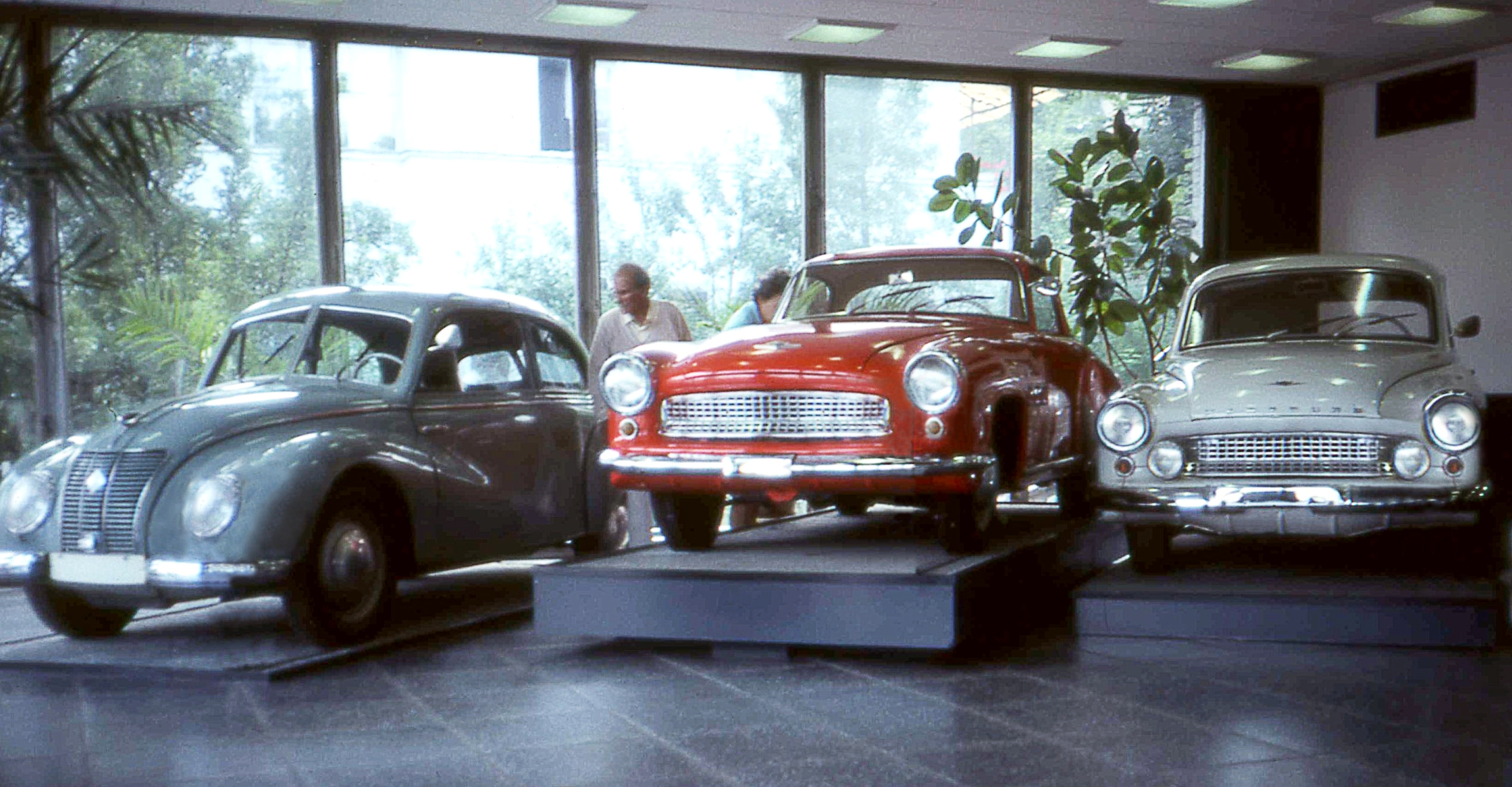
Innenansicht, 1989 mit Automobilausstellung

Am Standort des KUNSTPavillons befand sich seit Mitte des 19. Jahrhunderts bis zum Bau der Wartburgallee die beliebte Traditionsgaststätte und Gesellschaftshaus „Zur Erholung“. Nach dem Abbruch der Gaststätte und ihrer Nebengebäude im Jahr 1938 wurde der verbliebene Platz parzelliert und als öffentliche Grünanlage genutzt.
Nachdem auf der Leipziger Frühjahrsmesse 1967 ein restaurierter Wartburg-Motorwagen der Öffentlichkeit präsentiert werden konnte, wuchs in Eisenach der Wunsch nach einer Dauerausstellung von Erzeugnissen der damals fast 70-jährigen Automobilbautradition des Automobilwerkes Eisenach. Zusätzlich sollten repräsentative Räumlichkeiten auch für Beratungen sowie für Verhandlungen mit ausländischen Generalvertretern geschaffen werden. Die 1967 in der Stadt stattfindenden Feierlichkeiten zu den Jubiläen 900 Jahre Wartburg, 450 Jahre Reformation und 150 Jahre Burschenschaftstreffen ermöglichten es, eine Messehalle zu bestellen und in der Wartburgallee zu errichten. Am 27. Oktober 1967 wurde die nach einem Entwurf des Architekten Günter Werrmann errichtete Ausstellungshalle als „Wartburgpavillon“ feierlich eröffnet und bot fortan eine Dauerausstellung von Automobilen aus Eisenacher Produktion. Neben dem Wartburg-Motorwagen wurden Fahrzeuge der Marken Dixi, BMW, EMW und Wartburg gezeigt, aber auch die „Traditionsreiche Eisenacher Arbeiterbewegung“ gewürdigt. 1977 wurde die einmillionste Besucherin begrüßt und bis 1994 besuchten drei Millionen Gäste den Pavillon.
Eine Investorengruppe aus Baden-Württemberg plante Anfang der 1990er Jahre den Pavillon abzureißen und durch ein Parkhaus für das in der Nähe gelegene Hotel Fürstenhof zu ersetzen. Die Automobilausstellung musste im Frühjahr 1994 aus dem Gebäude ausziehen da sowohl deren Trägerschaft als auch Zukunft und Konzept unklar waren. Aus der Fahrzeugausstellung ging ab 2005 die automobile welt eisenach hervor; die Ausstellungshalle in der Wartburgallee stand von 1994 an zunächst leer, wurde nur sporadisch genutzt und verfiel zunehmend.
Der Pavillon, wie auch das 100 Meter entfernte Denkmal zur Geschichte der deutschen Arbeiterbewegung an der Gedenkstätte Eisenacher Parteitag 1869 wurden zunächst als Fremdkörper im Areal der einstigen Kurhausanlage um die Wandelhalle betrachtet, dem Rückbau des Pavillon wurde durch den Bauausschuss der Stadt zugestimmt und eine Translozierung des Denkmals beraten.
Auf Initiative des Bildhauers Peter Schäfer hin wurde der Abriss abgewendet und es erfolgte ab 2007 eine bauliche Sicherung des Gebäudes und es begann unter dem Projektnamen KUNSTPavillon – Zentrum für Gegenwartskunst eine regelmäßige Nutzung der Halle für zeitgenössische Kunstausstellungen, Veranstaltungen, Tagungen und Konzerte. Die Ausweisung als Baudenkmal wurde auf Initiative von Schäfer und des Vereins erneut beantragt. Im Februar 2013 erhielt das Gebäude vom Thüringer Landesamt für Denkmalpflege und Archäologie den Status als Kulturdenkmal nach dem Thüringer Denkmalschutzgesetz. 2013 begann eine denkmalgerechte Sanierung des Gebäudes, vor allem nach brandschutztechnischen Erfordernissen.

## Denkmalschutzfachliche Bedeutung
Das Thüringer Landesamt für Denkmalpflege und Archäologie begründet die Unterschutzstellung der Ausstellungshalle damit, dass es sich bei dem Bauwerk um ein in der Architektur der DDR seltenes Beispiel mit Bezügen zu Bauten von Walter Gropius und Ludwig Mies van der Rohe handele. Weite Teile des Bauwerkes befinden sich noch in ihrem Originalzustand, so alle wesentlichen Bauteile mit den großen Fensterflächen als auch die Inneneinrichtung mit den originalen Steinmosaikflächen, Paneelen und Bodenplatten bis hin zur aus Zeiten der Fahrzeugausstellung erhalten gebliebenen Drehbühne und dem Mobiliar.
Das Institut für Neue Industriegeschichte stuft den Pavillon als "Sachzeugnis der sogenannten Ostmoderne" ein. Nach Einschätzung des thüringischen Landeskonservators nehmen Architektur und Innenausstattung des Pavillons eine "Sonderstellung für die Nachkriegsmoderne in Thüringen" und der gesamten früheren DDR ein. Die Bezüge des Pavillons zur Bauhaus-Architektur sind Gegenstand eines Forschungsprojektes der Bauhaus-Universität Weimar.

## Aktuelle Nutzung
Der KUNSTPavillon bietet ein offenes Podium für Künstler und Besucher. Regelmäßig finden wechselnde Kunstausstellungen und -auktionen zeitgenössischer Kunst, Kabarettveranstaltungen sowie Blues- und Jazz-Konzerte regionaler und internationaler Künstler statt, so unter anderem von Dieter Gasde und Alexander Blume. Auch wird der KUNSTPavillon für Schülerprojekte, Workshop und Symposien genutzt. Für Nachwuchstalente wird eine offene "BÜHNE FREI" angeboten. Verschiedene Bühnen wie das Eisenacher Theater am Markt nutzt den Pavillon als Gastspielfläche. Zudem sind auch einige Stahlskulpturen unter dem Namen metallumvivum zu besichtigen.
Schäfer und der gemeinnützigen Verein "Zentrum für Gegenwartskunst e.V." bieten gemeinsam einen nicht kommerzielle Kulturbetrieb im Pavillon an und treiben parallel die Sanierung des Kulturdenkmals voran.